# Dharruk, New South Wales
Dharruk este o suburbie în Sydney, Australia.